# Porte de Gand
De Porte de Gand (Gentse Poort) is een tussen 1617 en 1621 gebouwde stadspoort, onderdeel van de voormalige stadsmuur van Rijsel.

## Geschiedenis
De poort werd gebouwd toen Rijsel deel uitmaakte van de Spaanse Nederlanden. Ze werd onderdeel van een nieuwe stadsmuur die de stad verder naar het noordoosten uitbreidde. Oorspronkelijk werd de poort Porte de la Madeleine genoemd. De poort verving de Porte de Courtrai.
Aan het einde van de negentiende eeuw zijn de twee zijdoorgangen gemaakt om de tram door de poort te laten rijden. In 1929 werd de poort geklasseerd als een monument historique.
Aan het begin van de 21ste eeuw werd de poort volledig gerestaureerd. In de poort bevindt zich een restaurant.

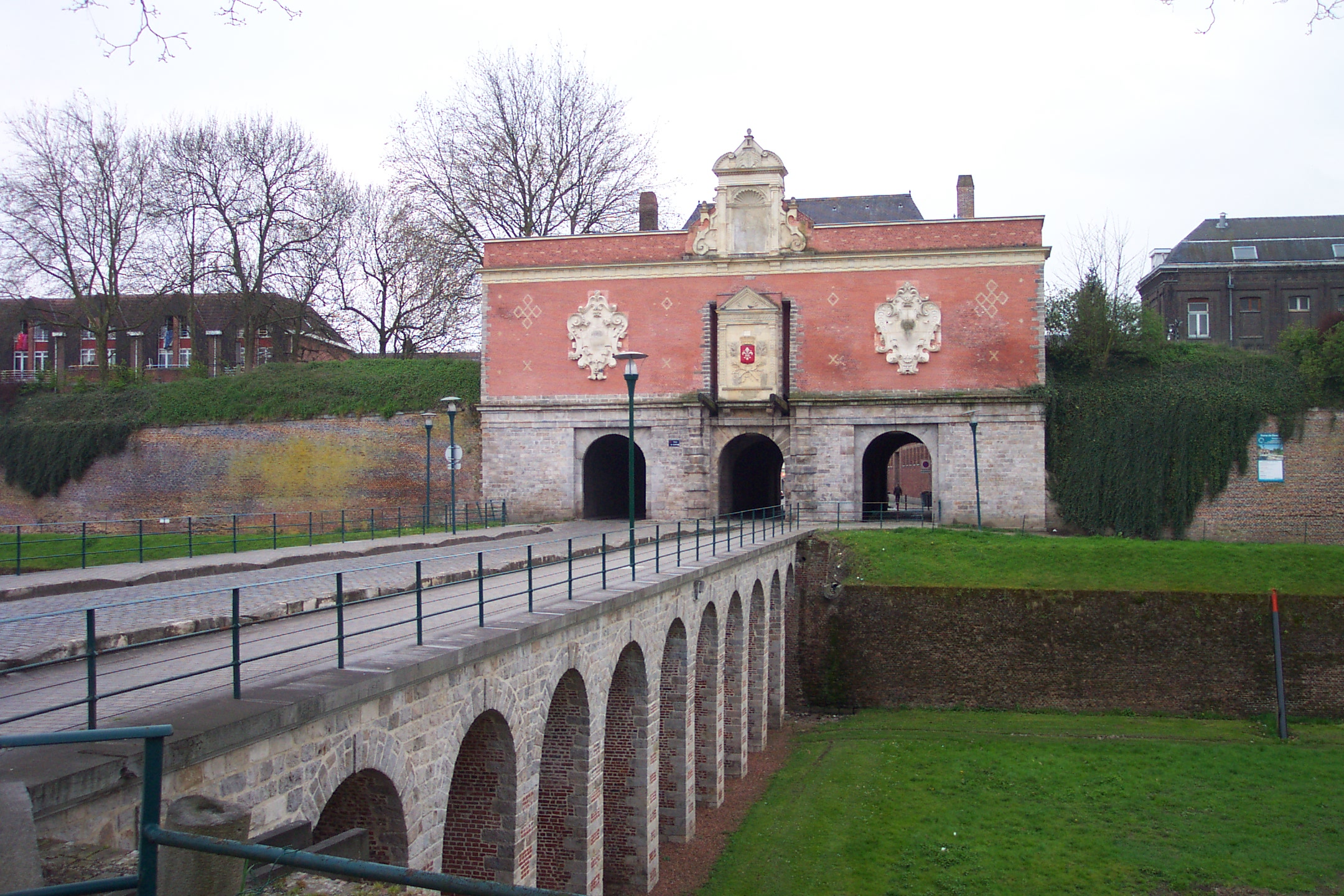
Buitenzijde van de poort met brug
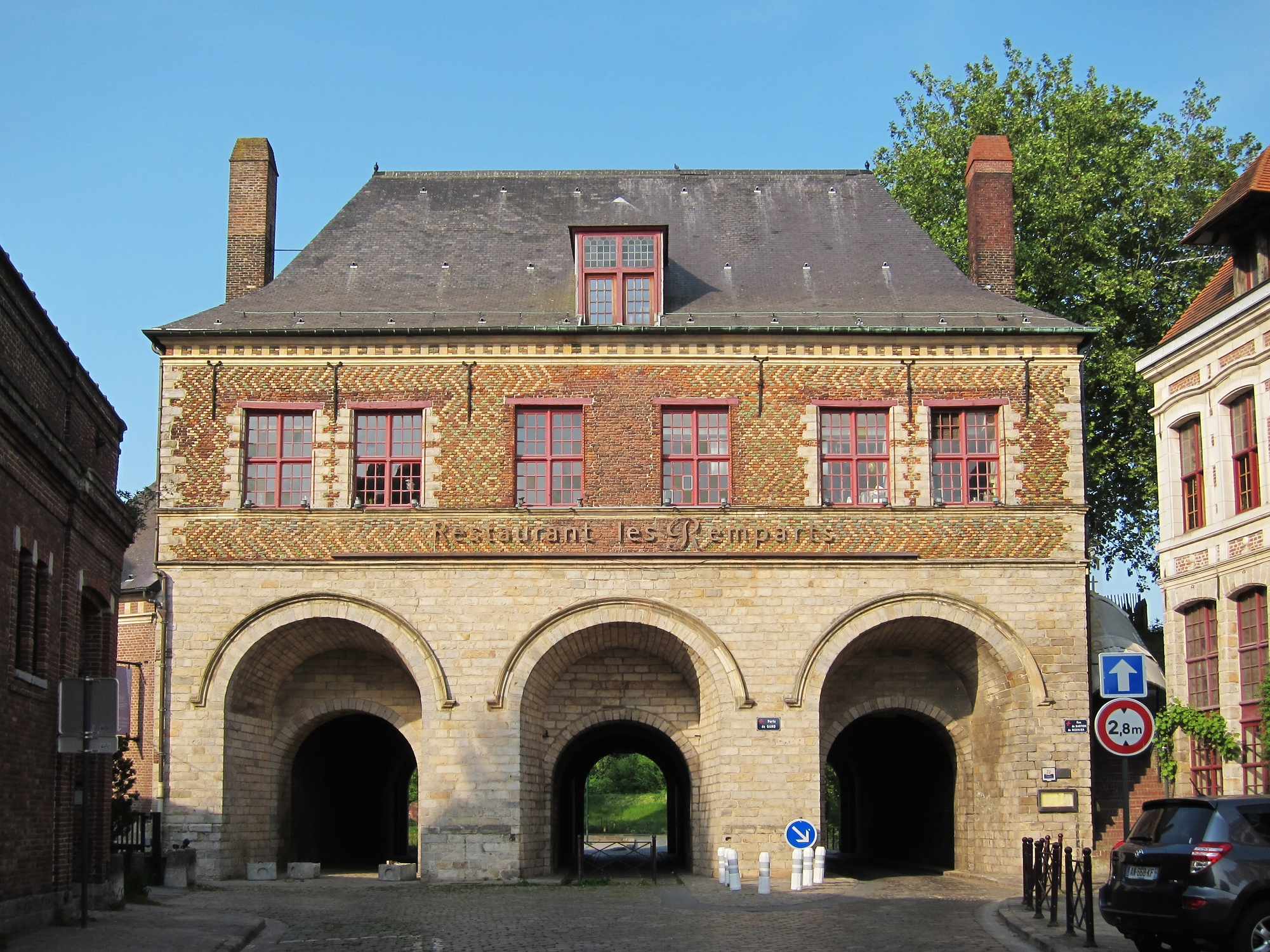
Stadszijde van de poort